# Teatre Metropol (Tarragona)
El Teatre Metropol és un teatre cobert de la ciutat de Tarragona, en l'actualitat ubicat al número 46 de la Rambla Nova.
Es tracta d'una obra modernista de 1908, de l'arquitecte Josep Maria Jujol. Es tracta d'una obra de joventut amb clares influències de Gaudí, amb qui Jujol tot just havia col·laborat a la casa Batlló. Jujol configura la sala com "un vaixell que conduïa els espectadors cap al mar de la salvació". Limitat per un espai que no li donava llibertat arquitectònica, Jujol es concentra en els detalls decoratius que giren al voltant de la idea de la nau.

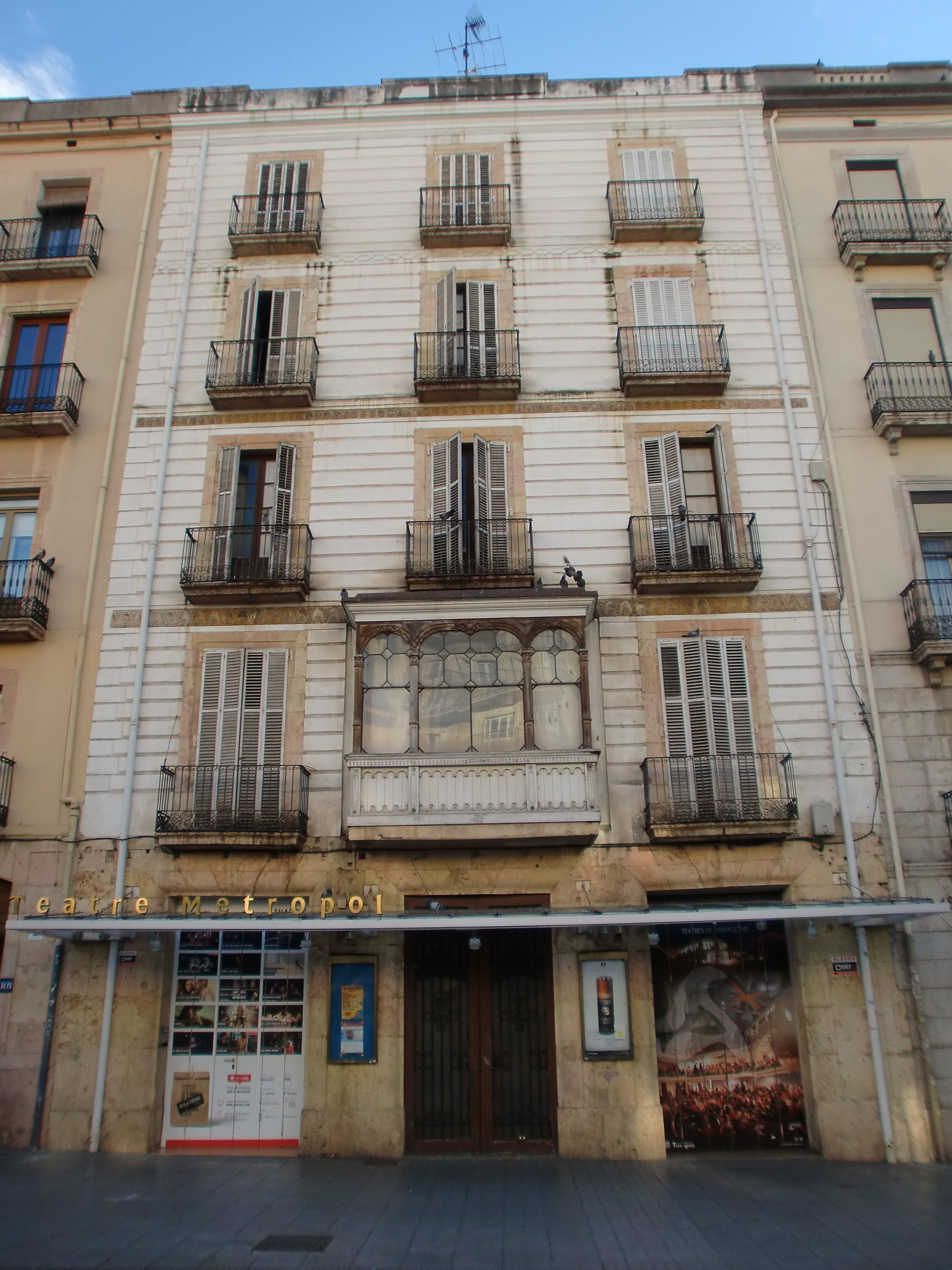
Façana de l'edifici

A la guerra civil, una bomba va caure sobre la galeria vidrada que dona al pati interior i va ser reconstruïda de forma diferent. Anys després, va patir unes modificacions quan el teatre Metropol va esdevenir una sala de cinema. Les modificacions varen suposar obrir una entrada per la Rambla Nova. A finals dels anys 80, el Metropol es va clausurar, a causa de les deficients condicions de seguretat. El 1991 va ser adquirit per l'Ajuntament i s'inicià un procés d'acurada rehabilitació, dirigida per l'arquitecte Josep Llinàs. Segons ell mateix, "s'ha construït un nou teatre respectant la màgia original que Jujol va saber imprimir a l'estructura, però adaptant-la als temps actuals, en què la gent demana comoditats". L'obra de restauració fou guardonada amb el premi FAD d'Arquitectura 1996.
El teatre, amb capacitat per a 525 espectadors, ocupa una superfície de 3.000 metres quadrats. La caixa escènica, millorada i ampliada, té una boca de 7,80m, una altura de 6m i un fons que arriba als 8,95m. Inaugurat el 10 de març de 1995, actualment alberga la programació d'espectacles professionals, amateurs, infantils, escolars, de música clàssica, etc.